# 대한민국 상법 제172조
대한민국 상법 제172조는 회사의 성립에 대한 상법 회사법의 조문이다. 상법 제3편 회사 제1장 통칙에 포함되어 있다. 민사법의 공시의 원칙을 선언한 조문이다. 1962년 1월 20일 법률 제1000호로 제정되어 1963년 1월 1일 시행되었다.

## 조문
제172조 (회사의 성립) 회사는 본점소재지에서 설립등기를 함으로써 성립한다.

第172條 (會社의 成立)會社는 本店所在地에서 設立登記를 함으로써 成立한다.

## 판례
- 유한회사의 사원이 상법에서 정한 회사설립절차에 따라 유한회사를 설립한다는 의사를 가지고 상법, 상업등기법과 상업등기규칙 등에 정한 회사설립의 실체적·절차적 요건을 모두 갖추어 설립등기를 신청하고 등기관이 심사하여 설립등기를 한 경우에는 특별한 사정이 없는 한 상법 제172조에 따라 설립등기의 기재사항을 구체적인 내용으로 하는 유한회사가 성립한다.[1]
- 법인의 설립에는 기본적으로 설립행위와 설립등기가 필요하고, 회사인 법인은 설립행위를 거쳐 설립등기를 마침으로써 성립과 동시에 법인격을 취득하게 된다[2]
- 발기인 등이 상법에서 정한 회사설립절차에 따라 주식회사를 설립한다는 의사를 가지고 상법, 상업등기법과 상업등기규칙 등에 정한 회사설립의 실체적·절차적 요건을 모두 갖추어 설립등기를 신청하고 등기관이 심사하여 설립등기를 한 경우에는 특별한 사정이 없는 한 상법 제172조에 따라 설립등기의 기재사항을 구체적인 내용으로 하는 회사가 성립한다.[3]
- 유한책임회사의 설립 무효 · 취소의 소는 상법 제172조에 따라 본점소재지에서 설립등기를 하여 유한책임회사성립의 효력이 발생한 때로부터 2년 내에 제기되어야 한다[4]

## 같이 보기
- 대한민국 상법 제169조
- 대한민국 상법 제171조
- 공시의 원칙
- 등기소